# Polmonite interstiziale non specifica
La polmonite interstiziale non-specifica (NSIP) è una interstiziopatia polmonare infiammatoria, descritta per la prima volta nel 1994 da Katzenstein e Fiorelli.

## Istologia
Il pattern anatomo-patologico, è caratterizzato dalla presenza di infiltrato cellulare infiammatorio nell'interstizio polmonare, prevalentemente rappresentato da linfociti, temporalmente uniforme, con conservazione dell'architettura parenchimale, associato a fibrosi, e comune a numerosi e differenti quadri clinici.
Fra le varie forme si distinguono principalmente tre: la forma cellulata (se è caratterizzato da un infiltrato infiammatorio interstiziale), mista e fibrotica.

## Eziologia
Esiste una forma di NSIP cosiddetta “idiopatica”, cioè da causa sconosciuta, e forme di NSIP cosiddette “secondarie”, cioè riscontrabili in diversi contesti clinici, come nelle connettiviti, nel danno polmonare da farmaci, nelle polmoniti da ipersensibilità e nelle esposizioni professionali.
La NSIP idiopatica è stata recentemente riconosciuta come una distinta entità clinica, che si manifesta prevalentemente nelle donne non-fumatrici, con età media di circa 60 anni, con dispnea e tosse e riscontro di ground glass alla tomografia computerizzata ad alta risoluzione del torace, che presenta una buona risposta alla terapia farmacologica con corticosteroidi sistemici. Inoltre, vi sono dati emergenti sulla possibile patogenesi autoimmune della NSIP idiopatica.

## Epidemiologia
A differenza di altre forme simili, tali polmoniti si manifestano principalmente nelle donne della seconda metà della quinta decade di età.

## Clinica

### Segni e sintomi
La presentazione è spesso aspecifica e caratterizzata da:
- tosse
- febbre
- dispnea
- astenia

### Esami di laboratorio e strumentali
La diagnosi della NSIP è sostanzialmente una diagnosi anamnestica-clinica-radiologica nella forma secondaria, mentre nella forma “idiopatica” invece, è tuttora basata sull'analisi istologica ottenuta da biopsia polmonare chirurgica, sebbene tecniche meno invasive quali il lavaggio bronchiolo-alveolare e le biopsie trans bronchiali eseguite in broncoscopia sembrano promettenti.

### Diagnosi differenziale
Molte sono le patologie simili che bisogna escludere per una corretta diagnosi:
- dermatomiosite
- polimiosite
- sclerodermia
- sindrome di Sjögren

## Trattamento
Per quanto riguarda il trattamento farmacologico si somministrano corticosteroidi (fra i più utilizzati il metilprednisolone e il prednisolone). Possono essere aggiunti ai corticosteroidi orali anche farmaci immunosopressori come la ciclofosfamide e l'azatioprina.

## Prognosi
In genere, si tratta di una forma di interstiziopatia polmonare con andamento clinico ben differente, e con prognosi nettamente migliore rispetto alla fibrosi polmonare idiopatica.
Varia a seconda della tipologia, ad esempio la forma cellulata ha un'ottima prognosi se viene trattata, mentre la mortalità è alta nelle forme più fibrotiche.
Recentemente, è stato pubblicato un report dalla Società Toracica Americana (American Thoracic Society) sulla NSIP idiopatica, a sottolineare l'emergente importanza del follow-up di questa entità clinica.